# لوئیز بیورز
لوئیز بیوِرز (انگلیسی: Louise Beavers؛ ‏ زاده ۸ مارس ۱۹۰۲ – درگذشته ۲۶ اکتبر ۱۹۶۲) بازیگر اهل ایالات متحده آمریکا بود. وی بین سال‌های ۱۹۲۷ تا ۱۹۶۰ میلادی فعالیت می‌کرد.

## گزیده فیلم‌شناسی
از فیلم‌ها یا برنامه‌های تلویزیونی که وی در آن نقش داشته‌است می‌توان به آثار زیر اشاره کرد.
- کلبه عمو تام (فیلم ۱۹۲۷) (۱۹۲۷)
- خروس (۱۹۲۹)
- وال استریت (فیلم ۱۹۲۹) (۱۹۲۹)
- قتل شبه‌عمد (فیلم ۱۹۳۰) (۱۹۳۰)
- جاذبه‌های شهر بزرگ (۱۹۳۰)
- هالیوود که دیگر بدرد نمی‌خورد (۱۹۳۲)
- آن زن به او بد کرد (۱۹۳۳)
- خیابان ۴۲ (فیلم) (۱۹۳۳)
- فریادی در شب (۱۹۳۳)
- فرودگاه مرکزی (فیلم) (۱۹۳۳)
- گشت نیمه‌شب (۱۹۳۳)
- دکتر مونیکا (۱۹۳۴)
- تقلید زندگی (فیلم ۱۹۳۴) (۱۹۳۴)
- گلوله‌ها یا قرعه‌ها (۱۹۳۶)
- ژنرال اسپنکی (۱۹۳۶)
- راهی به فردا ساختن (۱۹۳۷)
- ویرجینیا (فیلم ۱۹۴۱) (۱۹۴۱)
- باد وحشی را درو کن (۱۹۴۲)
- مسافرخانه تعطیلات (فیلم) (۱۹۴۲)
- خیابان بزرگ (۱۹۴۲)
- تنسی جانسون (۱۹۴۲)
- جک لندن (۱۹۴۳)
- بیوه جوان (۱۹۴۶)
- آقای بلندینگ خانه رؤیایی خود را می‌سازد (۱۹۴۸)
- تمی و مرد مجرد (۱۹۵۰)
- آسمان آبی من (۱۹۵۷)
- الهه (فیلم ۱۹۵۸) (۱۹۵۸)